# جورج روس
جورج روس (بالإنجليزية: George Ross)‏ (و. 1730 – 1779 م) هو سياسي، ومحامي، وقاضي من المملكة المتحدة. ولد في نيو كاسل.
توفي في فيلادلفيا، بنسيلفانيا، عن عمر يناهز 49 عاماً.